# PLAY Animation
PLAY Animationは、プロジェクトチームDoGAの開発した3DCG学習向け3DCGソフトウェアである。DoGA-Lシリーズ/DoGA-Eシリーズの市販版である「とてかんCG」の英語版。エディション毎に機能を絞ることで、段階的に3DCGを学習できるようになっている。

## エディション
- PLAY Animationシリーズ - とてかんCGの英語版
  - Child's PLAY Animation
  - Teen's PLAY Animation
  - Let's PLAY Animation - 開発中
- PLAY Animation Importer for Unity - Unity用のDoGAファイルインポーター。

### 過去のソフトウェア
- DoGA CGA System - X680x0用
- DoGA-Lシリーズ - DoGA CGA SystemのWindows版
  - DOGA-L1 (Lesson 1) - 無料
  - DOGA-L2 (Lesson 2[2])
  - DOGA-L3 (Lesson 3)
- PolyEdit - DoGA CGA System用のポリゴンモデラー
- DoGA-Eシリーズ - DoGA-Lシリーズの後継。教育機関は無料。
  - DOGA-E1
  - DOGA-E2 - 開発中
- とてかんCG (とても簡単CGアニメ) - 小学校向け[3]。DoGA-L/DoGA-Eシリーズの市販版[1]。

## バージョン履歴
- 1989年8月 DoGA CGAシステム Ver.1[4]
- 1996年8月 DOGA-L1[4]
- 1997年8月 DOGA-L2[4]
- 2000年8月 DOGA-L3[4]
- 2004年8月 DOGA-E1[4]
- 2006年12月 とてかんCG rev.1[4]
- 2011年6月 とてかんCG rev.2[5]
- 2014年 PLAY Animation
- 2014年10月 PLAY Animation Importer for Unity[6]

## 使用作品
- ロストユニバース (アニメ)